# 变形红孩儿
变形红孩儿（学名：Begonia palmata var. difformis）是秋海棠科秋海棠属裂叶秋海棠的变种。分布于中国大陆的云南等地，生长于海拔1,800米至2,500米的地区，常生于混交林下、湿润的箐沟边岩石上、河谷林下岩石上和灌丛下沟谷旁，目前尚未由人工引种栽培。